# Magyar Jazz Szövetség
A Magyar Jazz Szövetséget 1990-ben alapította Gonda János. Létrejötte óta a műfajjal foglalkozó egyetlen országos hatókörű, az egész magyar jazzművészet érdekében tevékenykedő társadalmi szervezet, a Magyar Zenei Tanács tagszervezete. Tagjai hivatásos és amatőr muzsikusok, zenei-szakemberek, szervezők, jazzkedvelők, kritikusok, menedzserek, impresszáriók. Az elnökség tagjai: Gayer Ferenc elnök, Kollmann Gábor, Csapó Krisztián, Albert Zoltán (Zolbert), Peller György, Halper László, Hász Eszter 

## Koncepciója
A szövetség célja a műfaj népszerűsítése, közönség elé segítése, a jazzművészeti produktumok hazai és nemzetközi nyilvánossághoz segítése. Céljai érdekében honlapot működtet, versenyeket és fesztiválokat szervez, szakmai segítséget nyújt, életműdíjakat (Szabó Gábor dzsesszgitáros-, Pernye András-, Gonda János-díj) ad át; képviseli a műfajt szakmai fórumokon.
Rendezvényeinek közreműködői és partnerei zenei, turisztikai vonatkozásban is jelentősen segítik a magyar jazzművészet közönséghez jutását, propagálását, a magyar kulturális élet színes és világszínvonalú értékeinek bemutatását. Nyitott szakmai találkozók, workshopok és kurzusok megvalósításával, támogatásával a jazzoktatást informatív keretek között is biztosítva hangsúlyozzuk a műfaji átjárhatóság, sokoldalúság és a kreatív kísérletezés a jazz-zene sajátos ismérveit. A zeneművészeti iskolák hallgatóinak fellépéseivel a fiatal tehetségek felkarolása mellett a jövő generációinak színpadi megjelenését is szolgálja. A programok hátterében jelentős civil és szakmai összefogás valósul meg, a zenészek és szakmai segítők önkéntes munkájukkal tevékenyen támogatják a közös célok megvalósulását.

## Elnökei
- 1990–1992: Gonda János
- 1992–1999: Kőszegi Imre
- 1999–2005: László Attila (1953) Liszt Ferenc-díjas dzsesszgitáros, zeneszerző
- 2005–2013: Márkus Tibor (1956) dzsesszzenész
- 2013–2023: Bágyi Balázs
- 2023-: Gayer Ferenc

## Rendezvényei
- A Magyar Jazz Ünnepe – zenekarok fellépéseinek biztosítása, budapesti és vidéki helyszíneken, valamint a határainkon túli magyar lakta területeken.[1] Célja a hazai jazz előadóinak, zeneszerzőinek színpadi megjelenésének segítése, az idősebb generáció mellett a fiatal, tehetséges jazz-muzsikusok közönség előtti bemutatkozásának elősegítése.
- Országos Big Band találkozó / Big Band Szakmai nap – a nagyzenekari jazz egyetlen hazai továbbképzési fóruma.[2] Célja a résztvevők ismeretszerzésének segítése neves hazai szakemberek segítségével. Színvonalas kurzusok, interaktív csoportos foglalkozások szervezése a zenekarvezetők és a zenészek részére; továbbá a big band zene- és kultúra terjesztése.
- A Magyar Jazz Napja – e rendezvénnyel a műfaj önállóan képviselteti magát a legnagyobb hazai fesztiválokon.[3] Célja mind szélesebb nagyközönség előtt színpadra segíteni jazzművészeti produkciókat, nemzetközi kivetüléssel is felhívni a figyelmet a jazz zene értékeire, és a hazai előadók, zeneszerzők jelentős művészeti tevékenységére.
- JazzDal színpad a magyar dal napján.[4] Célja a jazz-zene kulturális sokszínűségének hangsúlyozása, az énekes színpadi produkciók közönség előtti népszerűsítése.
- Országos Jazz Zeneszerző és Hangszerelő Verseny (kétévente) – egyéni szerzői- és hangszerelői tevékenységek népszerűsítése és közönség előtti bemutatása.[5] Célja a tehetséggondozás, az előadóművészi és zeneszerzői/hangszerelői pályára lépő fiatal zenészek támogatása, másrészt új kortárs zenedarabok létrehozásának ösztönzése és azok méltó módon történő bemutatása, megszólaltatása.
- Jazz Combo Verseny (kétévente) – zenekari produkciók létrehozásának ösztönzése, népszerűsítése és közönség előtti bemutatása.[6] Célja fórumot biztosítani a zeneszerzői, hangszerelői munkának, a fiatal muzsikusok műveik nyilvános bemutatásával, illetve a kis-zenekari műhelymunka, az egyéni zenészi kvalitások és a kísérleti zenekari produkciók létrehozásának elősegítése.
- Jazz-zenei táborok támogatása, a tehetséggondozás pártfogása – a fiatal, zeneművészeti pályára készülő fiatalok zenei kurzusokon, nyári zenei táborokban való részvételének támogatása.[7][8]
- Zeneművészeti szakmai érdekképviselet, zenei versenyeken díjazás, a műfaj elismertségének elősegítése – a különböző szakmai rendezvényeken, tanácskozásokon való részvétel, véleményalkotás és minősítői tevékenység, valamint az állami kitüntetések szakmai bírálata és javaslattételi szerepkörök.

## A Magyar Jazz Szövetség által évente adományozott életműdíjak

### A Szabó Gábor-díj a hazai jazz szakmai előadói életműdíja
„A díjat – elsősorban – olyan magyar állampolgárságú személy kaphatja meg, aki életművével, művészi és szellemi tevékenységével hozzájárult a magyar jazzművészet színvonalának emelkedéséhez, a magyar zenei élet gazdagításához és nemzetközi elismertségéhez. A díjat kiemelkedő előadóművészi, zeneszerzői tevékenység elismeréséért évente egy személy kaphatja meg.” 
A díjat 1992-ben Kovács Gyula (1929–1992) dzsesszdobos,  „Mr. Dob” posztumusz, 1993-ban Gonda János, 1994-ben Szakcsi Lakatos Béla, 1995-ben Kőszegi Imre, 1996-ban Garay Attila, 1997-ben Lakatos Dezső, 1998-ban Berkes Balázs, 1999-ben László Attila (1953) Liszt Ferenc-díjas dzsesszgitáros, zeneszerző, 2000-ben Vukán György, 2001-ben Szabados György, 2002-ben Babos Gyula, 2003-ban Tomsits Rudolf, 2004-ben Berki Tamás, 2005-ben Bontovics Kati, 2006-ban Friedrich Károly, 2007-ben Jávori Vilmos, 2008-ban Oláh Kálmán, 2009-ben Csepregi Gyula, 2010-ben Dresch Mihály, 2011-ben Snétberger Ferenc, 2012-ben Deseő Csaba, 2013-ban Regős István posztumusz, 2014-ben Borbély Mihály (1956–) klarinétos, szaxofonos, dzsesszmuzsikus, 2015-ben Csík Gusztáv, 2016-ban Gyárfás István, 2017-ben Balázs Elemér, 2018-ban Elek István, 2019-ben Egri János, 2020-ban pedig Ráduly Mihály nyerte el .

### Pernye András-díj (2009)
„A díjat – elsősorban – olyan magyar állampolgárságú személy kaphatja meg, aki életművével, művészi és szellemi tevékenységével hozzájárult a magyar jazzművészet színvonalának emelkedéséhez, a magyar zenei élet gazdagításához és nemzetközi elismertségéhez. A díjat fotóművészeti, kritikai, újságírói, kiadói, koncertszervezői- és egyéb, a jazzélet érdekében végzett kiemelkedő tevékenység elismeréséért évente egy személy kaphatja meg.” 
A díjat 2009-ben Maloschik Róbert, 2010-ben Gyémánt László, 2011-ben Gonda János, 2012-ben Csányi Attila, 2013-ban Turi Gábor, 2014-ben Pallai Péter, 2015-ben Szigeti Péter, 2018-ban Hajdu Endre nyerte el.

### Gonda János-díj (2013)
„A díjat – elsősorban – olyan magyar állampolgárságú személy kaphatja meg, aki életművével, tanári és szellemi tevékenységével hozzájárult a magyar jazzoktatás és pedagógia színvonalának emelkedéséhez, a magyar zeneoktatás gazdagításához és nemzetközi elismertségéhez. A díjat tanári, pedagógiai, szakkönyv írói, ismeretterjesztői és egyéb, a jazzoktatás érdekében végzett kiemelkedő tevékenység elismeréséért évente egy személy kaphatja meg.” 
A díjat 2013-ban Regős István posztumusz, 2014-ben Berkes Balázs, 2015-ben László Attila (1953) Liszt Ferenc-díjas dzsesszgitáros, zeneszerző, 2017-ben Márkus Tibor zeneszerző, jazz-zongorista és Babos Gyula jazz-gitáros, 2018-ban Berki Tamás zeneszerző, jazz-énekes nyerte el.

### Jazz Mecénás díj (2015)
„ A díjat a Magyar Jazz Szövetség Vezetősége azzal a szándékkal hozza létre, hogy intézményes formában is kifejezhesse háláját és elismerését azon személyek felé, akik a jazzművészet értékét, szépségét felismerve – és mindenekelőtt ebből a felismerésből kiindulva – önkéntes erőfeszítéseikkel jelentős támogatáshoz segítették a hazai jazzéletet, így a lehetőségek megteremtésével hozzájárultak a magyar jazzművészet színvonalának emelkedéséhez, a magyar zenei élet gazdagításához és nemzetközi elismertségéhez. 
A díjat 2015-ben Nagyné Varga Melinda, Kleinheincz Gábor és Szabó Tamás nyerte el.